# Andy Riley
Andy Riley (1970) es un autor británico, caricaturista, escritor de cómics y guionista de televisión. 
Riley fue educado en la Aylesbury Grammar School y el Pembroke College de Oxford. Está en Twitter bajo el nombre de @andyrileyish.

## Libros
Como dibujante Riley es autor de éxito de cuatro libros, El libro de los conejitos suicidas, El regreso de los conejitos suicidas, Grandes mentiras para niños pequeños y Muchas más mentiras para niños pequeños, de los que se han producido calendarios, tarjetas de felicitación y pósteres derivados. Desde 2002 dibuja semanalmente una tira cómica llamada Roasted en The Observer Magazine, cuya recopilación se lanzó como libro en octubre de 2007. Su último libro llamado D.I.Y. Dentistry es un libro de dibujos con inventos alarmantes, en la línea de Heath Robinson. Todos sus libros han sido publicados por Hodder & Stoughton. Lucky Heather, su cómic autopublicado, sólo está disponible en Gosh! Comics en Londres.
- 2003 El libro de los conejitos suicidas (The Book of Bunny Suicides)
- 2005 El regreso de los conejitos suicidas (Return of the Bunny Suicides)
- 2006 Grandes mentiras para niños pequeños (Great Lies to Tell Small Kids)
- 2006 A Box of Bunny Suicides, pendiente título en castellano (Una caja de conejitos suicidas)
- 2007 The Bumper Book of Bunny Suicides, pendiente título en castellano (El libro récord de los conejitos suicidas)
- 2007 Muchas más mentiras para niños pequeños (Loads More Lies to Tell Small Kids)
- 2007 Roasted, pendiente título en castellano (Asado)
- 2008 D.I.Y. Dentistry (Hágalo usted mismo)

## Series
Andy y Kevin Cecil (de quien ha sido amigo desde su asistencia a la Aylesbury Grammar School) crearon y escribieron las comedias Hyperdrive para la BBC Two y Slacker Cats para la ABC Family Channel. Sus otros trabajos televisivos incluyen Black Books, el especial para la Comic Relief de Robbie the Reindeer (por el cual él y Cecil ganaron un BAFTA en 2000), Little Britain, Trigger Happy TV, So Graham Norton, Smack the Pony, The Armando Iannucci Shows y Spitting Image. 
- 1984 - 1996 Spitting Image
- 1998 - 2000 So Graham Norton
- 2000 - 2002 Trigger Happy TV
- 2001 The Armando Iannucci Shows (1 episodio)
- 2001 - 2007 Slacker Cats
- 1999 - 2003 Smack the Pony (3 episodios)
- 2002 - 2004 Black Books' (8 episodios)
- 2005 - 2006 Little Britain (7 episodios)
- 2006 - 2007 Hyperdrive (12 episodios)

## Películas
Riley y Cecil son responsables del guion de la película animada de Miramax Gnomeo and Juliet, y de una versión de la La novia cadáver de Tim Burton.
- 2010, Gnomeo y Julieta
- 2024, Seize Them![1]